# NUTS:LI
Als NUTS:LI oder NUTS-Regionen in Liechtenstein bezeichnet man die territoriale Gliederung Liechtensteins gemäß der europäischen Systematik der Gebietseinheiten für die Statistik (NUTS).

## Grundlagen
In Liechtenstein werden die drei NUTS- und zwei LAU-Ebenen wie folgt belegt:
- NUTS-1: 1 – Liechtenstein
- NUTS-2: 1 – Liechtenstein
- NUTS-3: 1 – Liechtenstein
- LAU-1: 2 Landschaften
- LAU-2: 11 Gemeinden

## Liste der NUTS-Regionen in Liechtenstein
| NUTS 1 | NUTS 1        | NUTS 2 | NUTS 2        | NUTS 3 | NUTS 3        |
| LI0    | Liechtenstein | LI00   | Liechtenstein | LI000  | Liechtenstein |

## Nachweise
- EC, Eurostat: Statistical regions for the EFTA countries and the Candidate countries. Reihe Methodologies and workingpapers,  2008 edition, ISSN 1977-0375, Abschnitt Liechtenstein, S. 18 f  (PDF, en, epp.eurostat.ec.europa.eu; Statistische Regionen außerhalb der EU, epp.eurostat – Übersichtsseite)